# Лабаз (озеро)
Лабаз — крупное пресное озеро в Таймырском Долгано-Ненецком районе Красноярского края России, географически расположенное в центральной части Северо-Сибирской низменности. Является вторым по площади на полуострове Таймыр (первое — озеро Таймыр).
Озеро является обширным мелководным водоемом округлой формы размером 30×23 км и глубиной до 6,3 м в центральной части. Основной тип питания: снего-дождевой. Ледостав на озере длится с октября по июль.
В озеро впадают: река Дмитрия, Нелда (через озеро Арылах), Джиелах-Юрях (Ём), протока из озера Орто-Кюель. В Орто-Кюель впадает река Бедией и протоки от крупного озера Харгы.
Из озера берёт начало река Кегерди, левый приток реки Боганида (приток Хеты).
Берега озера скудны растительностью, однако на северо-востоке, за рекой Дмитрия, имеются небольшие массивы леса. Западнее этой же реки находятся несколько зимовок (балок).
У Лабаза имеется несколько заливов: Холу-Харгы на юго-западе, губа Западная и губа Северная. Имеются острова: Кусаган-Ары и Сымыттыр-Ары.

## Бассейн озера
Бассейн Лабаза принадлежит реке Хатанга, впадающей в Хатангский залив моря Лаптевых. С севера и востока он граничит с бассейном реки Новая (север — река Чёрная и другие малые реки, восток — река Большая Лесная Рассоха), с запада — с бассейном крупного озера Тонское, а на юге — с бассейном Большой Рассомашьей (приток Хеты).
В бассейн Лабаза входят следующие озёра: Кумахтах, Арылах, Кокуори, Маягастах, Кунжалах, Орто-Кюель, Харгы, озёра У-Санкалах, Атахтар, Эмис-Балыктах, Охон-Кюель, Бедией, Эмис-Укюлях, Уз-Кюель, Мартына и множество других; реки: Дмитрия, Нелда, Джиелах-Юрях (Ём), Бедией, Чирдах-Юряге, Дебген-Биске, Чайкала-Сала, Ранта-Бискэ и другие.

## Топографические карты
- Лист карты S-47-В,Г. Масштаб: 1 : 500 000. Указать дату выпуска/состояния местности.